# Petrus Hauman

a Compétitions nationales et continentales officielles uniquement.

Dernière mise à jour le 9 août 2020.
 Petrus Johannes « Ruhan » Hauman, né le 7 mai 1987, au Cap en Afrique du Sud, est un joueur de rugby à XV franco-sud-africain évoluant au poste de troisième ligne (1,94 m, 109 kg).

## Biographie
Petrus Hauman est un produit de la formation des Boland où il est formé comme deuxième ligne. Il arrive à Aurillac en 2007 sans avoir joué un seul match en équipe première du Boland, et après une année en junior, intègre le groupe professionnel à l’été 2008 et joue surtout troisième ligne. Ses performances sous le maillot aurillacois attirent l'attention de l'entraîneurs des avants du voisin briviste, Didier Casadeï. À l'intersaison 2011, il s'engage avec les Corréziens. Il participe à quelques matches lors de la saison 2011-2012 qui voit la relégation du club briviste en Pro D2. La saison suivante, il en est un acteur clé du pack corrézien dans la remontée dans l'élite. Il réalise une excellente prestation en demi-finale, face à ses anciens partenaires aurillacois. Courageux, humble et vaillant, il aura fièrement porté les couleurs Corréziennes jusqu'en 2018. Véritable fer de lance de la touche Briviste, il aura marqué le CA Brive avec près de 150 matchs à son actif sous les couleurs noires et blanches.

## Carrière
- 2003-2007 : Boland Cavaliers ( Afrique du Sud)
- 2007-2011 : Stade aurillacois ( France)
- 2011-2019 :  CA Brive ( France)